# Жорді Санс
Жорді Санс (ісп. Jordi Sans, 3 серпня 1965) — іспанський ватерполіст.
Олімпійський чемпіон 1996 року, призер 1992 року, учасник 1984, 1988, 2000 років.
Чемпіон світу з водних видів спорту 1998 року.